# 15145 Ritageorge
15145 Ritageorge è un asteroide della fascia principale. Scoperto nel 2000, presenta un'orbita caratterizzata da un semiasse maggiore pari a 2,2032234 UA e da un'eccentricità di 0,1322971, inclinata di 4,31696° rispetto all'eclittica.